# Piłka rowerowa
Piłka rowerowa - dyscyplina kolarska znana od końca XIX wieku. 
Jest mało znana w Polsce (choć popularna m.in. w sąsiadujących z nią Czechach i Niemczech). W Polsce jej tradycje sięgają okresu międzywojennego. Głównym ośrodkiem tego sportu był Górny Śląsk. Jeden z tytułów mistrza Polski przypadł zespołowi Iskry Siemianowice Śląskie (bracia Przybyła). Pierwszy polski mecz międzypaństwowy w piłce sześcioosobowej rozegrano 9 maja 1949 z ówczesnym mistrzem świata w jej wersji dwuosobowej - Czechosłowacją.  
Mecze rozgrywa się na rowerach specjalnej konstrukcji, budowanych na kołach 26-calowych. Zespoły składają się z dwóch zawodników, z których jeden jest bramkarzem, a drugi „zawodnikiem polowym”. Zasady gry przypominają w dużym stopniu halową piłkę nożną. Zawodnicy „polowi” nie mogą używać rąk i nóg, lecz muszą odbijać piłkę wyłącznie kołami roweru. Bramkarze mogą dodatkowo łapać piłkę w ręce, ale nie mogą jej wybijać. Zawodnik nie może dotknąć stopami podłoża. Po dotknięciu musi zjechać z boiska za własną bramkę oboma kołami roweru, po czym może wrócić do gry. Całkowicie zakazane są ataki na zawodników przeciwnej drużyny. Za faul grozi całkowite wykluczenie z gry. Mecze rozgrywane na boisku o wymiarach 11×14 m, czas gry wynosi 14 minut (2 połowy po 7 minut). Piłka do piłki rowerowej (zwana także jako „szmacianka”) ma średnicę 16–18 cm i waży 500–600 g. Piłka ta jest nieco cięższa od piłki ręcznej, lecz ma zbliżoną wielkość. Spotykany jest też wariant z drużynami pięcioosobowymi. Mecze rozgrywa się w nim na boisku do piłki ręcznej, a czas gry wynosi 30 minut (2 połowy po 15 minut).
Najbardziej utytułowanymi zawodnikami w historii piłki rowerowej są czescy bracia Jindřich i Jan Pospíšilovie, którzy w latach 1965–1989 zdobyli w parze 20 razy tytuły mistrzów świata, a ponadto cztery srebrne i brązowy medal (Jindřich także jeszcze jeden srebrny i brązowy medal z innym partnerem). Na ostatnich mistrzostwach świata w 2019 organizowanych przez UCI występowały zespoły z 21 państw, a zawody były oglądane przez ponad 10 000 widzów na trybunach oraz ok. 2–3 milionów telewidzów.